# Ґедеон (Шумлянський)
Ґедео́н Шумля́нський гербу Корчак (пол. Gedeon Szumlański herbu Korczak; бл. 1655, Поділля — 14 лютого 1706, Мінськ) — василіянин, титулярний архієпископ Смоленський Руської унійної церкви.

## Життєпис
Був сином Атанасія Шумлянського, пізнішого православного Луцького єпископа і Анни з Демовичів, рідним братом Кирила Шумлянського, який в 1711 р. став православним єпископом переяславським, а його дядьком був єпископ львівський Йосиф Шумлянський. Був спочатку православним монахом в одному з монастирів на Волині, де навіть отримав дияконські свячення, проте згодом завдяки протекції унійного митрополита Кипріяна Жоховського прийнятий до василіян і зарахований на навчання до Папської колегії у Вільні (відрахований в 1680 р. через порушення дисципліни).
Деякий час перебував при дворі єпископа Пінського Маркіяна Білозора, потім став секретарем митрополита Жоховського. 1685 р. був візитатором парафій, а 1693 р. разом із о. Йосафатом Гуторовичем, ЧСВВ опрацював список чудес, які сталися у відпустовому Марійському центрі в Борунах (опублікований у книзі Льва Кишки, «Morze łask i szczodrobliwości Boskich», Супрасль 1712, с. 31–33). 1702 р. отримав номінацію на титулярну Смоленську архієпархію, але через небезпеку нападу російських військ мешкав у домініканському монастирі в Мінську.